# Erwin van Ligten
Erwin van Ligten (Surabaya, 11 juli 1957) is een gitarist, zanger en songwriter, die in diverse bands en met diverse artiesten speelt vanaf de jaren 70 tot heden.

## Biografie
Erwin van Ligten is op 11 juli 1957 in Surabaya op Java, Indonesië geboren als zoon van vader, Eugene Ferdinand van Ligten, en moeder, Mientje Meijer. In 1958 komt het gezin met het schip Zuiderkruis naar Nederland. Veel Indische families komen in een contractpension terecht en Molukkers worden in voormalige kampen ondergebracht. De familie van Ligten wordt opgevangen in het contractpension hotel Trio in Wijk aan Zee. Dit hotel bestaat sinds 1978 niet meer. Zijn vader krijgt een baan als boekhouder in de gemeente Beverwijk en krijgt een woning toegewezen in Heemskerk. Daar gaat Erwin naar school, onder andere naar de St Adelbertus mavo en het Willibrordus college te Beverwijk. Als hij 17 jaar oud is, speelt hij in zijn eerste band Pangrass.

### Jeugd
Erwin van Ligten is ooit begonnen op de ukelele van zijn vader.
Hij heeft twee oudere broers en twee oudere zussen. Zijn jongere zus is ook muzikaal, speelt gitaar en schrijft songs. Van een van zijn oudere broers, die ook af en toe gitaar speelt, krijgt hij op zijn 12e een gitaar, na jaren op de ukelele van zijn vader te hebben gespeeld.
Vervolgens raakt hij geïnspireerd door de Indorock van The Tielman Brothers. Ook is hij sterk beïnvloed door het gitaarwerk van Chet Atkins op de Jim Reeves platen, die zijn moeder en veel Indische families draaien. Zijn vader draait vaak muziek uit Hawai en van Django Reinhardt en speelt ook ukelele en gitaar. Mogelijk dat de voorouders van zijn vaders kant, die zigeuners van Hongaarse afkomst zijn, ook bijgedragen hebben aan de muzikale invloed op Erwin van Ligten. Hij heeft geen muziekopleiding gehad en is daarom een autodidact.
Van zijn ouders mocht hij niet naar het conservatorium. Om zijn ouders een plezier te doen, werkt hij na de middelbare school ruim drie jaar bij een Rabobank. Zijn wens om muziek te maken blijft echter zijn passie. 
Hij gaat in diverse bands spelen: Pangrass, het repertoire bevat nummers van Wishbone Ash, Klaver, pop/rock en Spaak, Symfonische rock en jazzrock.
| Band            | Drums                  | Bas                          | Gitaar                         | Toetsen                         | Zang                              |
| --------------- | ---------------------- | ---------------------------- | ------------------------------ | ------------------------------- | --------------------------------- |
| Pangrass (1974) | Manuel Garcia Gallardo | Hennie Gooyer                | Erwin van Ligten               | Paul Bruinenberg (piano/gitaar) | Erwin van Ligten                  |
| Klaver (1977)   | Manuel Garcia Gallardo | Willem Visser                | Erwin van Ligten, Gerry Visser |                                 | Erwin van Ligten                  |
| Spaak (1978)    | Ton Dijkman            | Gerard Kroone (fretless bas) | Erwin van Ligten               | Willem Swikker (Fender Rhodes)  | Hans Meindersma (fluit/percussie) |

### Professioneel
Na een auditie wordt hij op zijn 22e in 1980 aangenomen bij de Dizzy Man's Band, neemt ontslag bij de Rabobank en schaft een Gibson ES en Fender Telecaster aan. In 1985 gaat hij spelen in Bertus Borgers Groove Express, in samenwerking met Barry Hay's soloproject Victory of bad taste samen met Ton Dijkman, drums en Rene Lopez (eigenlijk Rene van de Graaf, omgedoopt door Herman Brood).
Eind 1980 begint zijn 25-jarige samenwerking met zijn toenmalige vrouw Julya Lo'ko. Hierna volgt samenwerking met Angela Groothuizen, Sue Chaloner, Berget Lewis, Mathilde Santing, Frédérique Spigt in de band A Girl Called  Johnny, Brigitte Kaandorp, Chris Hinze, Astrid Seriese, Micheline van Hautem, Rob Wiedijk van The Bob Color en The Alessi Brothers.

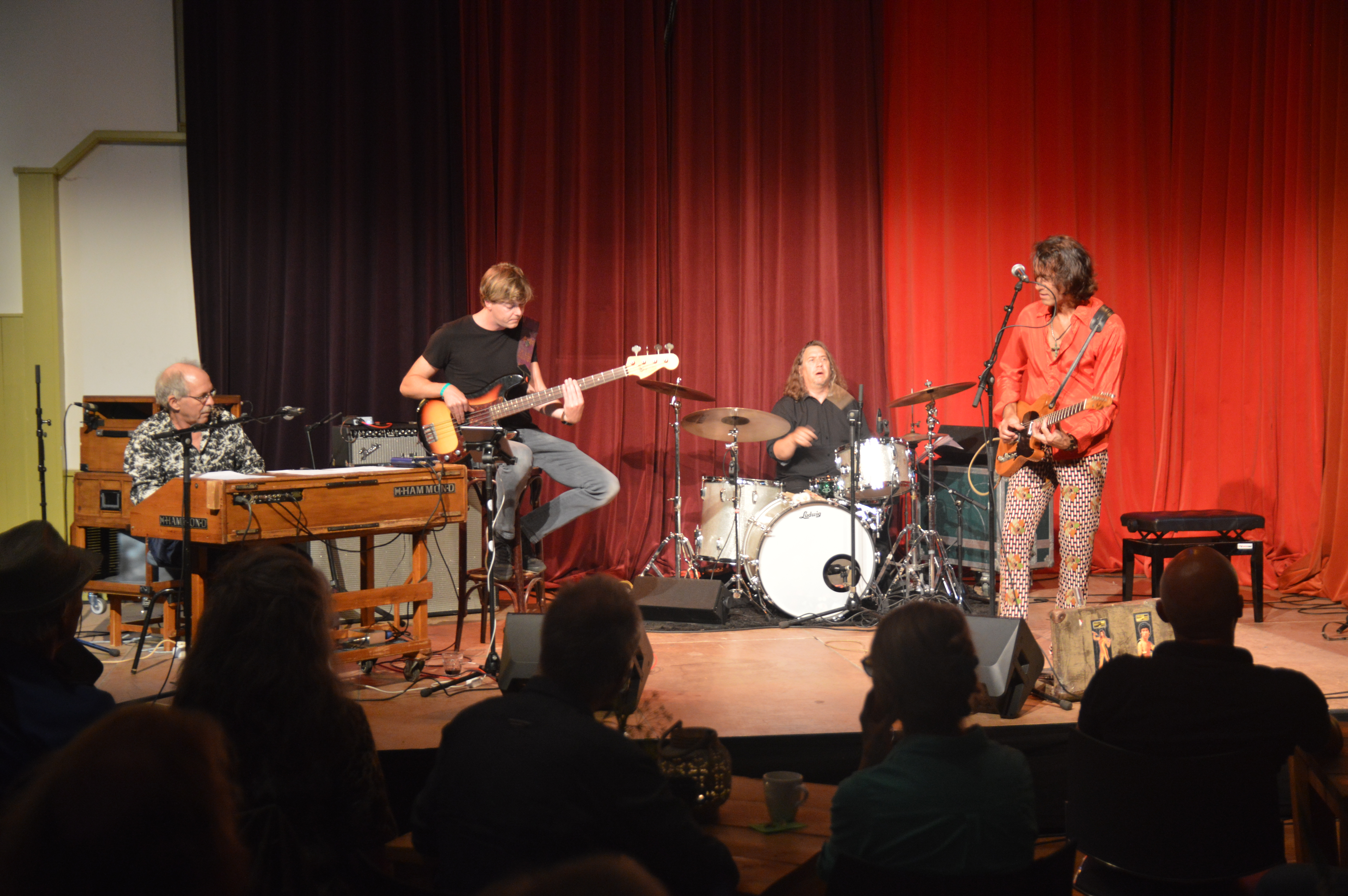
Willem Swikker, Jens Dreijer, Marcus Weymaere, Erwin van Ligten in het Beauforthuis 2017

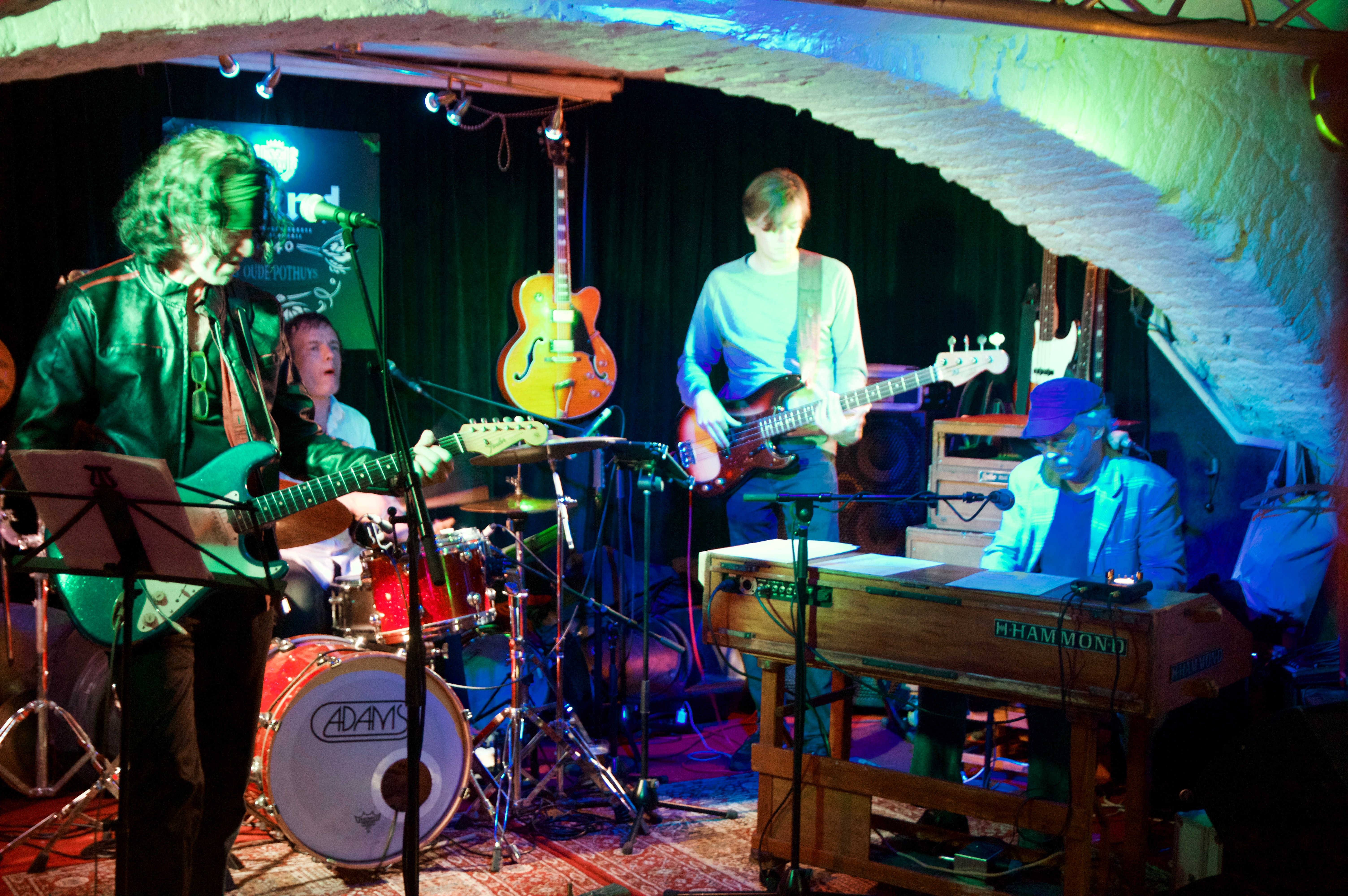
Erwin van Ligten, Arthur Lijten, Jens Dreijer, Willem Swikker in het 't Oude Pothuys 2018

In 2006 maakt hij zijn eerste soloalbum Twisted Logic met gastbijdragen van o.a. Michel van Schie, Martino Latupeirissa en de Duitse cellist Stephan Braun. De CD laat diverse genres horen: Instrumentale rock, country, blues, fusion en wereldmuziek geïnspireerd door o.a. Chet Atkins, Ry Cooder, Jackson Browne, David Lindley, Jimi Hendrix en Jeff Beck aan wie hij deze cd heeft opgedragen.
In 2007 speelt Van Ligten in een gelegenheidsformatie, opgericht voor de muziektheatershow Indo?Rock! van Theatergroep Delta over de Nederlandse poppioniers, The Raw Feet Players samen met Harry Koster afkomstig uit de The Black Dynamites.
Ter promotie van de cd Us wijden Erwin van Ligten en Julya Lo'ko een theatertour op diverse podia in 2008.
Op de cd Kroncong Baru (mei 2010) maakt de gitarist samen met Julya Lo'ko muziek van zijn roots in Java, Indonesië. Als duo gaan zij met dit repertoire op tournee.
Hij is vaste begeleider van Micheline van Hautem en in 2011 brengt hij samen met de zangeres het album La Musique uit met chansons van Jacques Brel.
Met de band Page staat hij in 2012 op De Parade met blues, rock en soul. De bezetting van de band bestaat verder uit zanger Michel van Dijk (Alquin), Kim Haworth (drums) en Michael Peet (bas).
Het programma Blues & Poetry, waar de gitarist samen met Astrid Seriese in januari en februari 2013 op theatertournee gaat, bevat liedjes van onder anderen Duke Ellington, Tom Waits, John Hiatt, Bessie Smith en Billie Holiday en nieuwe liedjes van het duo, op poëzie van onder meer Carolyn Beard Whitlow.

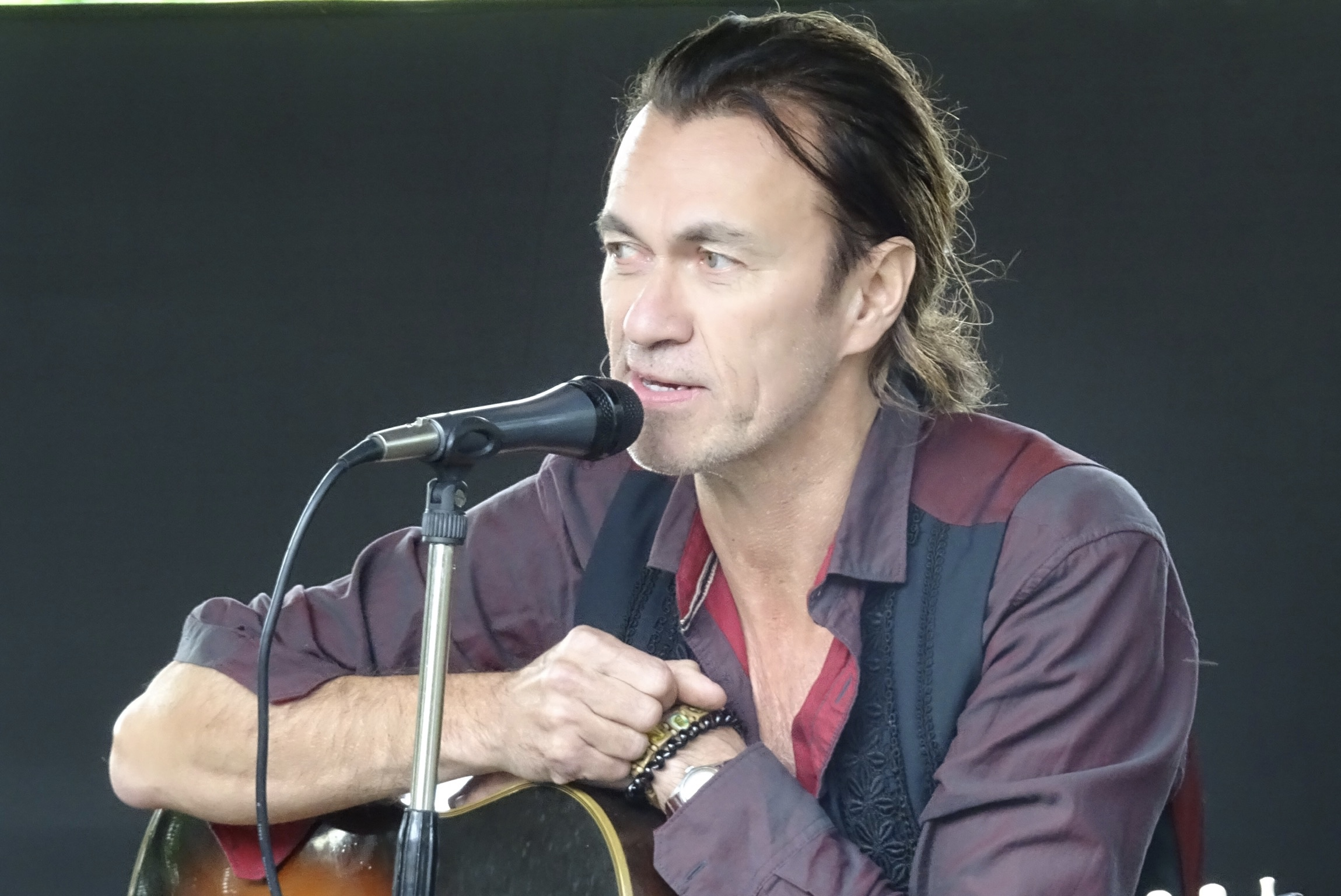
in de Bilt 30 september 2018

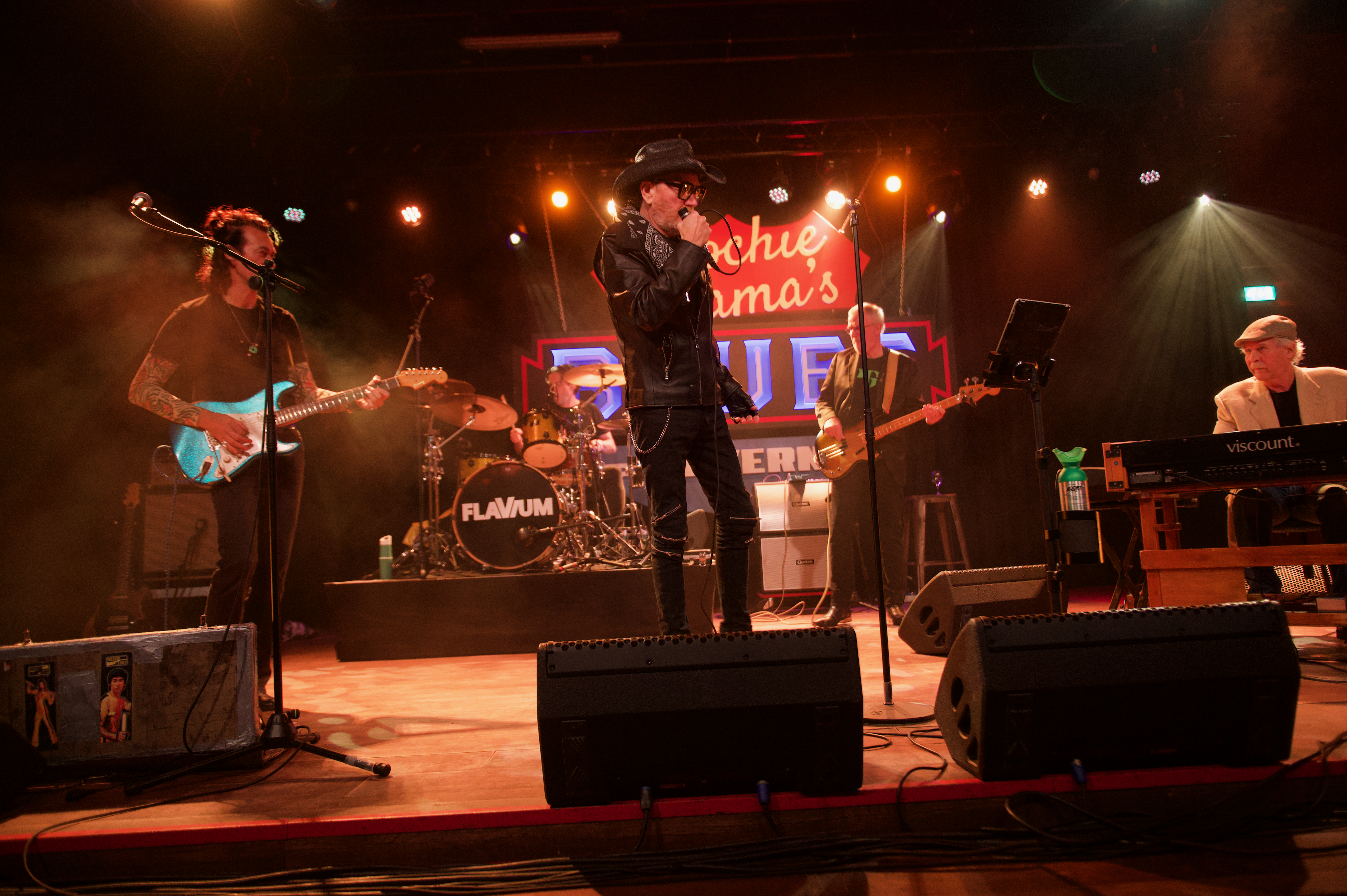
Erwin van Ligten, Bouke van Olst, Bert Vrieling, Eric Bagchus, Willem Swikker in De Vorstin 2023

In 2016 produceert hij het debuutalbum Boddin van Frank Boddin. Aan het album wordt tevens door Kommil Foo meegewerkt.
In 2017 en 2018 spelen Erwin van Ligten en Astrid Seriese het theaterconcert SCHATTEN! met songs en poëzie van onder anderen Elvis Costello, Maya Angelou en Tom Waits en eigen werk.
Daarnaast speelt hij met zijn seventies-tributeband Route 77, waarin hij hits van door hem bewonderde bands uit de jaren 70 brengt, en met zijn eigen band The Young Ones, voor de promotie van zijn albums, op diverse podia in Nederland waaronder in zijn 'huistheater' het Beauforthuis te Austerlitz en in 't Oude Pothuys te Utrecht.
In 2018 gaat Erwin van Ligten samen Beatrice van der Poel het theater in met hun ode aan de op 27-jarige leeftijd overleden rockartiesten Forever 27
Eind 2018 is een nieuwe theaterproductie gestart, genaamd De Indië Monologen. Hieraan wordt door diverse schrijvers en dichters, acteurs en andere kunstenaars meegewerkt, Zij vertellen verhalen over hun jeugd in Indië. De muzikale omlijsting wordt door Astrid Seriese (zang) en Erwin van Ligten (gitaar) verzorgd.
Op 30 januari 2021 is hij te zien en te horen in het tv-programma Matthijs gaat door waarin Dinand Woesthoff een ode brengt aan de Indorock. Hij zingt samen met Julya Lo'ko drie liedjes begeleid door drie gitaristen, Erwin Java, Eddy Chatelin van The Crazy Rockers en Erwin van Ligten, ondersteund door de huisband olv. Sven Figee.
In de maand februari 2021 neemt hij in De Vest in Alkmaar met zijn band een aantal Jimi Hendrix nummers op als een tribute aan de dan 50 jaar geleden overleden zanger/gitarist. Als special guest treedt Jan van der Meij op in het nummer Little Wing .
In 2023 wordt hij gevraagd om in Flavium gitaar te spelen. Op 16 mei 2025 speelt Erwin van Ligten met Flavium in het Beauforthuis en presenteert de band het album Flavium plays Peter Green’s Fleetwood Mac. 

## Discografie

### Albums solo
| Album met eventuele hitnotering(en) in de Nederlandse Album Top 100 | Datum van verschijnen | Datum van binnenkomst | Hoogste positie | Aantal weken | Opmerkingen |
| ------------------------------------------------------------------- | --------------------- | --------------------- | --------------- | ------------ | ----------- |
| Twisted Logic                                                       | 2006                  | -                     |                 |              |             |
| Krontjong Baru Guitar                                               | 2011                  | -                     |                 |              |             |
| Sun                                                                 | 2016                  | -                     |                 |              |             |
| For All We Know                                                     | 2020                  | -                     |                 |              |             |
| Baboe                                                               | 2024                  | -                     |                 |              |             |

### Singles
| Single met eventuele hitnotering(en) in de Nederlandse Top 40 | Datum van verschijnen | Datum van binnenkomst | Hoogste positie | Aantal weken | Opmerkingen          |
| ------------------------------------------------------------- | --------------------- | --------------------- | --------------- | ------------ | -------------------- |
| Oh, how lucky I am                                            | 1981                  |                       |                 |              | met Dizzy Man's Band |

### Albums geproduceerd
| Album met eventuele hitnotering(en) in de Nederlandse Album Top 100 | Datum van verschijnen | Datum van binnenkomst | Hoogste positie | Aantal weken | Opmerkingen          |
| ------------------------------------------------------------------- | --------------------- | --------------------- | --------------- | ------------ | -------------------- |
| ’’Chrismas, songs of love and joy’’                                 | 2000                  | -                     |                 |              | Julya Lo'ko          |
| ’’Up to You’’                                                       | 2007                  | -                     |                 |              | met Cees Meerman     |
| ’’Us’’                                                              | 2008                  | -                     |                 |              | Julya Lo'ko          |
| ’’Chocolat’’                                                        | 2008                  | -                     |                 |              | Micheline van Hautem |
| ’’Kroncong Baru’’                                                   | 2010                  | -                     |                 |              | met Julya Lo'ko      |
| ’’La Musique’’                                                      | 2011                  | -                     |                 |              | Micheline van Hautem |
| ’’Lost & Found’’                                                    | 2014                  | -                     |                 |              | met Patrick Drabe    |
| ’’Crème de la Crème’’                                               | 2014                  | -                     |                 |              | Micheline van Hautem |
| ’’Boddin’’                                                          | 2016                  | -                     |                 |              | Frank Boddin         |
| ’’Blues & Poetry’’                                                  | 2018                  | -                     |                 |              | met Astrid Seriese   |

### Albums bijgedragen
| Album met eventuele hitnotering(en) in de Nederlandse Album Top 100 | Datum van verschijnen | Datum van binnenkomst | Hoogste positie | Aantal weken | Opmerkingen                 |
| ------------------------------------------------------------------- | --------------------- | --------------------- | --------------- | ------------ | --------------------------- |
| ’’Victory Of Bad Taste’                                             | 1987                  | -                     |                 |              | Barry Hay                   |
| ’’Lo'ko She-Bang!’’                                                 | 1990                  | -                     |                 |              | Julya Lo'ko                 |
| ’’The Groove - Live’’                                               | 1991                  | -                     |                 |              | Bertus Borgers & The Groove |
| ’’Cry for The Moon                                                  | 1993                  | -                     |                 |              | A Girl Called Johnny        |
| ’’To Others to One’’                                                | 1999                  | -                     |                 |              | Mathilde Santing            |
| ’’Seriese Live!’’                                                   | 1999                  | -                     |                 |              | Astrid Seriese              |
| ’’Live! All your life’’                                             | 2008                  | -                     |                 |              | Alessi Brothers             |
| ’’Chocolat’’                                                        | 2008                  | -                     |                 |              | Micheline van Hautem        |
| ’’Altijd Gaat Voorbij’’                                             | 2013                  | -                     |                 |              | Roel van Dalen              |